# Lagartixa-de-dedos-denteados
A lagartixa-de-dedos-denteados (Acanthodactylus erythrurus), é considerado o membro mais rápido da família dos Lacertídeos. O nome da lagartixa refere-se às espículas dispostas como um pente nas suas patas posteriores.
O Acanthodactylus é nativo de uma grande área de África e sul da Europa, sendo encontrada pelo deserto do Saara e na Península Ibérica. Apesar do lagarto preferir regiões secas e de parca vegetação, não está restrita a terrenos áridos, e é comum encontrá-los em outros ambientes.
A coloração do lagarto e o padrão das suas manchas é extremamente variável. Como resultado, certas variações têm sido classificadas de tempo a tempo como espécies separadas.
A lagartixa-de-dedos-denteados tem uma natureza um pouco agressiva. Como todos os membros do género, morde tenazmente se alguém o tentar apanhar. Indivíduos estão constantemente envolvidos em lutas com outros membros da espécie e os machos defendem extenuadamente as fronteiras do seu território.
O Acanthodactylus é ovíparo. O número de ovos numa postura varia entre três a sete. O comprimento médio de um adulto está entre os 18 e os 20 centímetros.